# Svaz knihovníků a informačních pracovníků České republiky
Svaz knihovníků a informačních pracovníků České republiky (zkráceně SKIP) je dobrovolná profesní a stavovská organizace knihovníků a informačních pracovníků, která má charakter občanského sdružení. Posláním SKIP je usilovat o soustavné zvyšování úrovně knihovnické a informační práce a s tím spojené prestiže oboru a o to, aby ze strany státu, zřizovatelů knihoven a informačních institucí byly vytvářeny příznivé podmínky pro jejich rozvoj a činnost.

## Činnost SKIP
SKIP se podílí na tvorbě a realizaci koncepcí oboru a jeho legislativy, účastní se odborné přípravy specialistů a přispívá k celoživotnímu vzdělávání knihovníků a informačních pracovníků, zejména pořádáním odborných akcí, spolupracuje se vzdělávacími
institucemi a dalšími organizacemi, které se doma i v zahraničí zabývají knihovnictvím a informační činností. Vydává 4× ročně svazové periodikum Bulletin SKIP a další odborné publikace.
SKIP rozvíjí kontakty s profesními spolky a organizacemi stejného nebo podobného zaměření doma i v zahraničí, je členem Mezinárodní federace knihovnických asociací (en:International Federation of Library Associations and Institutions - IFLA), účastní se evropských projektů, např. CERTIDoc. Zastupuje knihovny v jednání s ochrannými autorskými organizacemi. Organizuje společenské akce pro knihovníky a informační pracovníky. Věnuje se propagaci a podpoře četby / čtenářství, knižní kultury a knihoven.

## Členství a organizační struktura SKIP
SKIP sdružuje přes 2 000 členů a je organizován na regionálním principu. Má deset regionálních výborů. Po odborné linii zajišťují činnost sekce, kluby a komise.

### Sekce, kluby a komise SKIP
Ve SKIP funguje celkem 13 odborných orgánů:
- Bezbariérové knihovny
- Frankofonní klub
- Klub dětských knihoven
- Klub školních knihoven
- Klub lékařských knihoven
- Klub tvořivých knihovníků
- Komise pro zahraniční styky
- Mladý SKIP
- Sekce 60+
- Sekce knihovníků – trenérů paměti
- Sekce veřejných knihoven
- Sekce vzdělávání
- Zaměstnavatelská sekce[2]

## Z pravidelných akcí SKIP
- Noc s Andersenem
- Kde končí svět – akce podporující dětské čtenářství
- Březen - měsíc čtenářů - akce podporující a propagující četbu
- Biblioweb - soutěž o nejlepší webové stránky knihoven
- Knihovnická dílna - setkání k aktuálním otázkám veřejných knihoven
- Světový den knihy a autorských práv
- Kamarádka knihovna - soutěž o nejlepší knihovnu pro děti
- Týden knihoven - propagační akce
- Knihovny současnosti - celostátní konference (spolupořadatel)
- Archivy, knihovny a muzea v digitálním světě - konference o kooperaci paměťových institucí
- Den pro dětskou knihu
- Už jsem čtenář

## Bulletin SKIP
Bulletin SKIP je spolkový časopis vydávaný Svazem knihovníků a informačních pracovníků České republiky (zkráceně SKIP). Časopis vychází čtyřikrát ročně, může být doplněn i zvláštními čísly. Tematicky se Bulletin SKIP zaměřuje na oblast knihovnictví a zahrnuje kromě odborných příspěvků také příspěvky pojednávající o činnosti SKIP. Vydávání časopisu podporuje Ministerstvo kultury České republiky prostřednictvím dotací z programu Knihovna 21. století.